# Хил (окръг, Тексас)
Вижте пояснителната страница за други значения на Хил.
Окръг Хил (на английски: Hill County) е окръг в щата Тексас, Съединени американски щати. Площта му е 2554 km², а населението - 35 637 души (2008). Административен център е град Хилсбъроу.